# Bandera de Nauru
La bandera de Nauru fue adoptada el 31 de enero de 1968 con ocasión de la independencia del país de Australia. Fue creada por un habitante de la isla que trabajaba para el fabricante de paños australiano Evans.

## Simbología
La banda amarilla sobre fondo azul representa el Ecuador terrestre que atraviesa el océano Pacífico. La separación de la bandera en dos partes evoca la dualidad del lugar de origen de sus habitantes.
La estrella blanca situada bajo la banda amarilla simboliza la posición de la isla de Nauru a 42 kilómetros al sur del ecuador. Las doce puntas de la estrella simbolizan las doce tribus de origen de la población del país, y el color blanco el fosfato que es la única riqueza de Nauru.

## Banderas históricas

Bandera del Imperio Alemán (21 de octubre de 1887 - 4 de agosto de 1914)
Bandera del Imperio Británico (4 de agosto de 1914 - junio de 1921)
Bandera de Australia (junio de 1921 - 26 de agosto de 1942)
Bandera del Imperio del Japón (26 de agosto de 1942 - 13 de septiembre de 1945)
Bandera de Australia (13 de septiembre de 1945 - 31 de enero de 1968)
Bandera de Nauru (desde el 31 de enero de 1968)

- Datos: Q185277
- Multimedia: National flag of Nauru / Q185277